# 歐洲國家頂級域註冊管理機構委員會

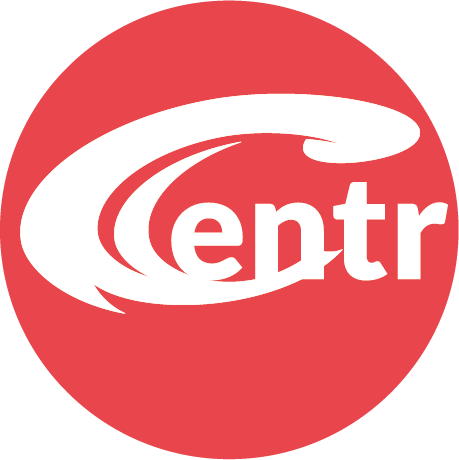
CENTR logo

欧洲国家顶级域注册管理机构委员会（英語：Council of European National Top-Level Domain Registries，缩写：CENTR)是欧洲地区互联网国家和地区顶级域名（ccTLD）注册局的联合组织。CENTR成立于1998年3月，由当时参与的注册局成员注资。1999年，CENTR正式成为英国合法的非营利性公司。2006年，CENTR注册为总部位于比利时首都布鲁塞尔非营利性组织，由专业的秘书处领导，其活动经费由成员上缴的会费赞助。
CENTR提供了一个扮演交流对话角色的论坛，用于互联网管理机构和其他关联组织讨论影响ccTLD注册局政策的事务，以及调动注册局的积极性并代表它们推广。CENTR还向影响ccTLD的技术管理和法律问题的合作项目提供便利。
当前，CENTR共有54个正式成员（均为注册局），9个参与成员和13个观察成员——所有这些成员拥有全球超过80%的互联网域名资源。尽管该组织的重心聚焦在欧洲地区，但对成员并无地域限制。实际上所有欧洲之外的ccTLD注册局均受欢迎。CENTR的目的是推广并参与到ccTLD最高标准和规范的制订。

## 成员清单

### 参与成员
| 序号 | 组织名称                          | 代表的国家或地区       | 摘要                                                                      |
| ---- | --------------------------------- | ---------------------- | ------------------------------------------------------------------------- |
| 1    | 艾斐域                            |                        | 著名的注册局运营方，同时拥有多个顶级域                                    |
| 2    | .au域管理有限公司（auDA）         | 澳大利亚               | 澳大利亚国家顶级域.au注册局                                               |
| 3    | 中国互联网络信息中心              | 中华人民共和国         | 中国国家顶级域.cn、.中国和.中國注册局                                     |
| 4    | puntCAT基金会（Fundació puntCAT） | 西班牙加泰罗尼亚自治区 | 加泰罗尼亚地区顶级域.cat和.barcelona注册局                                |
| 5    | 新西兰互联网公司（InternetNZ）    | 新西兰                 | 新西兰国家顶级域.nz注册局                                                 |
| 6    | 日本注册局服务有限公司（JPRS）    | 日本                   | 日本国家顶级域.jp注册局                                                   |
| 7    | 美国新星公司（NeuStar）           | 美国                   | 顶级域.us、.co、.biz、.nyc注册局                                          |
| 8    | Public Interest Registry（PIR）   |                        | 顶级域.org注册局                                                          |
| 9    | 威瑞信                            |                        | 美国著名上市公司，专注运营顶级域、SSL证书等网络服务，也是顶级域.com注册局 |

### 观察成员
| 序号 | 组织名称                                     |
| ---- | -------------------------------------------- |
| 1    | 非洲顶级域组织（AfTLD）                      |
| 2    | 亚太顶级域联合组织（APTLD）                  |
| 3    | 德国互联网行业协会（eco）                    |
| 4    | 欧洲互联网服务供应商协会（EuroISPA）         |
| 5    | 欧洲联盟委员会                               |
| 6    | 互联网名称与数字地址分配机构（ICANN）        |
| 7    | 互联网系统协会（ISC）                        |
| 8    | 国际互联网协会（ISOC）                       |
| 9    | 拉丁美洲和加勒比海地区顶级域名协会（LACTLD） |
| 10   | Netnod公司                                   |
| 11   | NLnet Labs实验室                             |
| 12   | DNS运营、分析和科研中心（DNS-OARC）          |
| 13   | 欧洲IP网络协调中心（RIPE NCC）               |